# Індійці в Катарі
Спільнота індійців у Катарі включає індійських емігрантів у Катарі, а також людей індійського походження, які народилися в Катарі. Загальна чисельність населення Катару станом на травень 2019 року становить 2 740 479 осіб. Чисельність індійського населення в країні наразі становить близько 691 000 осіб.

## Огляд

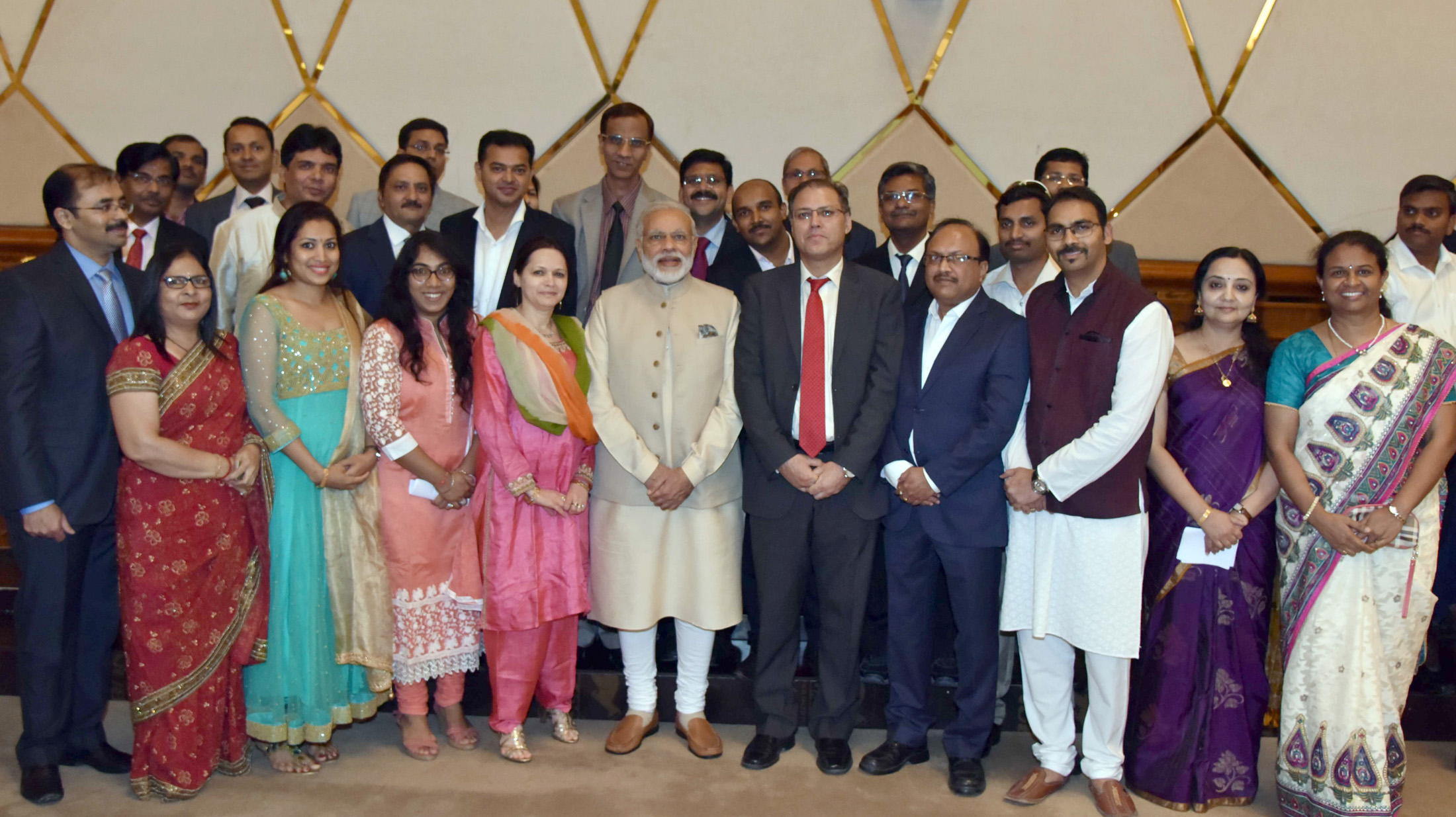
Прем'єр-міністр Шрі Нарендра Моді відвідує спеціальний прийом громади в Досі, Катар, 5 червня 2016 р.

Після здачі іспитів на вищу середню освіту все більше індійських студентів у Катарі, особливо в Досі, обирають програми дистанційної освіти. Склавши іспити 12-го класу Центральної ради середньої освіти (CBSE), студенти збираються брати участь у різних програмах дистанційної освіти, які пропонують низка індійських університетів у Катарі.

## Суперечка
Згідно з повідомленнями ЗМІ та даними індійського уряду, опублікованими 17 лютого 2014 року, за останні два роки понад 1000 індійців, які працювали в Катарі, померли. Дані отримані новинами AFP відповідно до законів про право на інформацію. За даними посольства Індії в Катарі, померли 237 працівників. у 2012 році та 218 у 2013 році. Ці цифри слідують за аналогічними даними, оприлюдненими AFP посольством Непалу в Досі минулого місяця, які показують 191 смерть, зареєстровану в 2013 році, причому багато з них від «неприродної» серцевої недостатності, порівняно зі 169 роком раніше. У посольстві Індії не повідомляють подробиць про обставини загибелі.

## Освіта
Індійські школи в Катарі включають:
- Державна школа Бірла
- Сучасна індійська школа Дохи
- DPS Сучасна індійська школа
- Ідеальна індійська школа
- Індійська школа MES
- Індійська школа Шантінікетан
- Державна школа Bhavans
- Державна школа Делі
- Міжнародна школа Аль Хор
- Міжнародна школа Лойоли (LIS, Доха)
- Noble International School (NIS)
- Pearl School (Перлина)